# Hippodrome d'Éventard
L'Hippodrome d'Eventard se situe à Écouflant en Maine-et-Loire.
C'est un hippodrome ouvert au galop et au trot avec une piste de plat de 1 801 m en herbe, une piste d'obstacles de 1 700 m en herbe et une piste de trot de 1 450 m en sable avec corde à droite. Une vingtaine de réunions s'y tiennent chaque année de février à juin et d'octobre à décembre.